# Мейдстоун
Ме́йдстон, або Ме́йдстоун (англ. Maidstone) — місто у Великій Британії , адміністративний, промисловий і торговельний центр графства Кент і району Мейдстон. Населення - 113 тис. осіб (2001 рік).
Розташований на річці Медуей. Знаходиться на півдорозі між Лондоном і Дувром.

## Відомі люди
- Вільям Річард Морфілл (1834-1909) - англійський славіст, професор Оксфорда.
- Вільям Шиплі (1715-1803) - англійський винахідник і художник.